# Mørkheim
Mørkheim ist eine 2002 gegründete und 2007 umbenannte Funeral-Doom-Band.

## Geschichte
Mørkheim wurde 2002 von Trúa als Hød gegründet. Nachdem er mit Mørkheim eine Split-EP 2005 und ein Album 2007 veröffentlichte, benannte er das Projekt in Blóðtrú um und wand sich zunehmend Pagan- und National-Socialist-Black-Metal zu. Das über NOTHingness REcords veröffentlichte Danske hymner til mørket wurde Winter von 2004 bis 2005 aufgenommen und gemischt. Erschien dennoch erst 2007. Danske hymner til mørket wurde insbesondere von russischen Webzines rezipiert und dort positiv angenommen. Als „kraftvoller Funeral, nicht ohne Melodie und überwältigender Atmosphäre mit Texten über die nordische Mythologie“ wurde das Album für In the Fog gelobt, während es für Darkside.ru als solider und stereotyper Funeral Doom positiv beurteilt wurde.

## Stil
Die Musik von Mørkheim wird für die Datenbank des Webzines Doom-Metal.com als „dunkler, romantischer und depressiver Funeral Doom“, mit Ähnlichkeit zu jenem von Mournful Congregation und Stabat Mater beschrieben. Lyrisch richtete Trúa Mørkheim auf skandinavisch-germanische Mythologie hin aus. Die Musik wird als schlicht und einfach beschrieben. Das Keyboardspiel gestalte einen anhaltenden Hintergrundklang, nah am Dark Ambient während die restliche Instrumentierung einen langsam Rhythmus gestalte. Die im Tempo des Funeral Doom gehaltene Musik entstand derweil unter Einflussnahme des Black Metal. Insbesondere Darkthrone wird als Einfluss auf das Gitarrenspiel und die Grundatmosphäre benannt und wahrgenommen, während der Gesang als Growling präsentiert wird, liegt das Hauptaugenmerk auf dem Klang der Gitarre und der als kalt bis frostig wahrgenommenen Atmosphäre.

## Diskografie
- 2005: Mørkheim / Hrapp (Split-EP mit Hrapp, Final Punishment Records)
- 2007: Danske hymner til mørket (Album, NOTHingness REcords)